# Edward Duncan

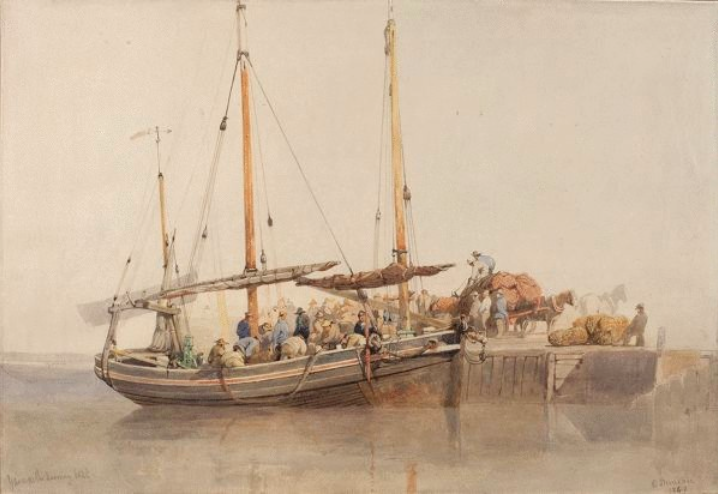
Barco arenque de Yarmouth, acuarela y lápiz, 1849.

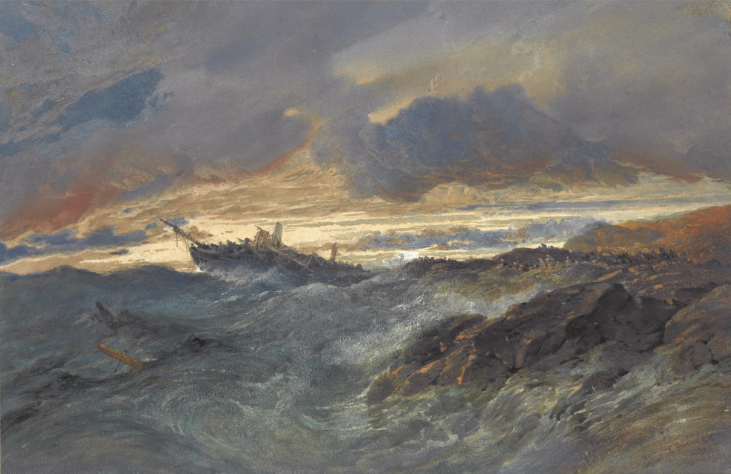
Naufragio, acuarela y lápiz, 1865.

Destrucción de juncos de guerra chinos, 1843.

Edward Duncan (Londres, 21 de octubre de 1803-Londres, 11 de abril de 1882) fue un acuarelista británico conocido por sus representaciones de vistas costeras y navegación. Fue miembro de la Royal Watercolour Society y recibió el patrocinio real de la reina Victoria.

## Biografía
Edward Duncan fue hijo de Thomas Duncan (c. 1781-1841) y Peggy, de soltera Watson. Nació el 21 de octubre de 1803 en St Pancras en Londres. Fue aprendiz de Robert Havell, el principal grabador de aguatinta de Birds of America de Audubon. Duncan tuvo así frecuentes oportunidades de estudiar las obras del hermano de Havell, el acuarelista William Havell. Estos desarrollaron su gusto por el dibujo y el uso del color.
Después de la tutela de los hermanos Havell en Londres, Duncan abrió su propio estudio de grabado y creó principalmente trabajos de impresión para Fores of Piccadilly. En 1826, un proyecto para grabar escenas marítimas, después de que se dice que las pinturas de William John Huggins (el artista oficial de la corte real del rey Guillermo IV y Jorge IV) despertaron el interés de Duncan por los temas marinos.
Aproximadamente en 1835, Duncan se casó con la hija de Huggins, Berthia (1811-1884). La pareja tuvo seis hijos y una hija, Berth(e)a. Uno de los hijos fue Walter Duncan, también pintor.
Las influencias tanto de Havell como de Huggins indudablemente condujeron a la larga y exitosa carrera de Duncan como uno de los acuarelistas marinos más destacados de Gran Bretaña.
Duncan era un artista minucioso con sus medios preferidos. Además de su formación inicial como grabador, era experto en óleos, litografía y aguafuerte. Los dibujos de Duncan comprenden una amplia gama de temas, pero sus obras más conocidas representan escenas costeras con barcos y otras embarcaciones marinas. También se especializó en paisajes de los condados del sur, a menudo poblados de animales y granjas. Ante la moda de pintar con colores corporales, Duncan se basó casi por completo en los colores transparentes. Sus acuarelas se encuentran entre las pinturas técnicamente más definidas y detalladas de la época y se considera que tienen una amplitud y fluidez que revelan las tradiciones anteriores de la acuarela británica.
Fue un expositor prolífico de sus obras, exhibiendo más de 40 en la Royal Academy y la Society of British Artists, e incluyendo más de 500 acuarelas y dibujos en las exposiciones de las Old y New Watercolor Societies durante su carrera.
En 1833 fue elegido miembro de la New Society of Painters in Water-Colours, pero renunció en 1847 y, en 1849, fue elegido asociado de la Royal Watercolor Society (entonces, Society of Painters in Water-Colours), y miembro de pleno derecho al año siguiente.
Entre 1865 y su muerte en 1882 pasó casi todos los veranos pintando en la península de Gower, cerca de Swansea, pintando las escenas costeras por las que se hizo conocido.
Murió en Hampstead, Londres, el 11 de abril de 1882. Una venta de sus obras en Christie's en 1885 tomó tres días; otra venta de 1887 enumera casi 2000 de sus bocetos y pinturas.